# R-5 (航空機・ソビエト連邦)
R-5
- 用途：偵察機/軽爆撃機
- 製造者：ポリカルポフ設計局
- 運用者：ソ連空軍
- 初飛行：1928年
- 生産数：~7000
- 運用開始：1930年
- 退役：1944年
- 運用状況：退役

R-5（ロシア語: Разведчик Р-5）は、ポリカールポフ設計局によって製造された1930年代のソ連の偵察爆撃機である。R-5は1930年代の多くの間ソ連空軍の標準的な軽爆撃機兼偵察機だった一方で、P-5（П-5）の名称で民間軽輸送にも重用され、合計で約7000機が製造された。

## 開発と設計
R-5は、ソ連空軍の標準的な軽爆撃機兼偵察機として運用されていたR-1の後継機として、1928年にニコライ・ニコラエヴィチ・ポリカールポフが率いるポリカールポフ設計局によって設計された。
輸入されたドイツ製BMW VI V-12エンジンを搭載した原型機は、1928年秋に初飛行した。原型機は主に木製で、上翼が下翼よりやや長く、左右各一本の翼間支柱をもつ複葉機だった。
長い評価期間の後、BMW-VIのライセンス生産品ミクーリン M-17を搭載したR-5は偵察爆撃機として1930年に生産に入った。水上機や地上攻撃機、民間輸送機としてさらなる改造型が生産された。
R5-SSS（ССС）は流線型に改良された改良型偵察爆撃機で、R-5に続いて生産されたR-Zの基礎となった。

## 運用

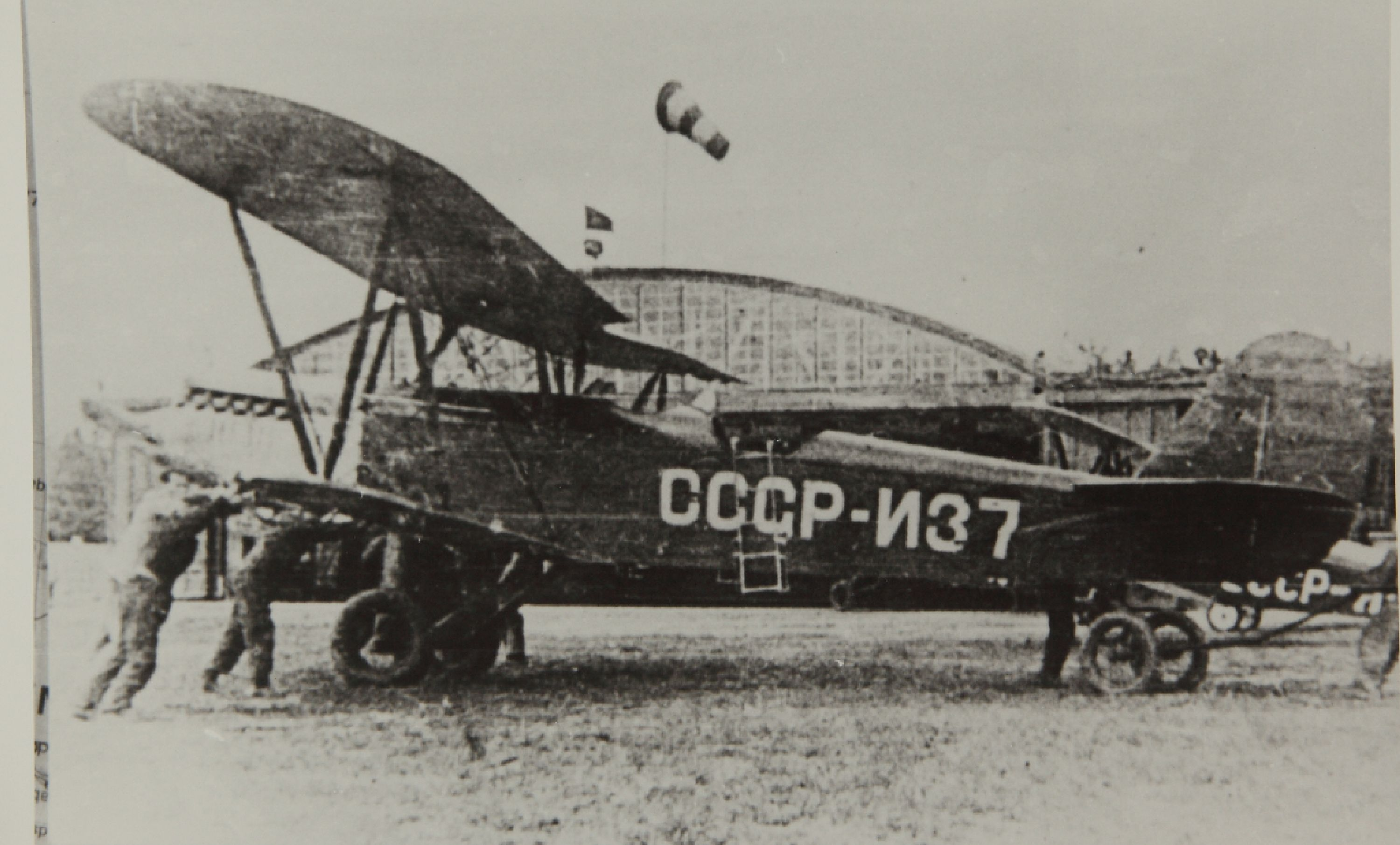
Polikarpov, R-5

1,000機がP-5の名称でアエロフロート向けに製造された。1931年にソ連空軍の運用も始まった。ソ連空軍では5,000機をR-5の名称で運用した。
R-5はソ連空軍の標準的な偵察機兼攻撃機で、多くの数が運用され、100以上の連隊がR-5を装備していた。
R-5は1939年に日本との間で行われたノモンハン事件においてソ連空軍とモンゴル人民空軍に使用され、またポーランド侵攻で活動し、1939-40年の冬戦争では”hermosaha”(nerve saw)として知られた。フィンランド側は何機かのR-5を撃墜、捕獲したが、運用はしなかった。R-5は独ソ戦時にも配備されていたが、このときは主に夜間爆撃機と連絡機として1944年まで使用された。
R-5はまたスペイン内戦においてスペイン共和国空軍に使用され、31機がスペインに売却された。それらの機体は1936年11月に到着し、すぐに戦闘に投入されたが、速度の低さが露呈したため夜間爆撃機として運用された。
1939年5月には7機が良好な状態で残っていた。R-5は"Rasante" (大まかな意味をとると”low flight”)としてスペイン共和国空軍に知られていた。
R-5の民間機型は、主にアエロフロートで多くの数が使われた。R-5は400kgの貨物を運ぶために使用され、多くが2人の乗客を運ぶために広げられた後部座席を搭載していた。それ以外は乗客のための閉鎖型キャビンを搭載していた。
P-5はまた、翼下に荷物や乗客を入れたコンテナ（または「カシェータ」）を運ぶために使われ、この場合はそれぞれの「カシェータ」に7人ずつ乗り込むことで、1機のP-5で16人の大人を運ぶことができた。スキーを装備しカシェータを運ぶP-5は、1934年に氷に囲まれた「チェリュースキン」の船員を救出する際に重要な役割を果たした。民間のP-5は第二次世界大戦の終わった後も使用され続けた。

## 派生型
R-5
主要生産型の偵察爆撃機。当初はM-17Bエンジンを搭載した状態で生産されていたが、1933年からM-17Fエンジンを搭載した状態で生産された。 4,919機が生産された。
R-5Sh
Shturmovik (シュトゥルモヴィーク、襲撃機)地上攻撃機型。主翼にPV-1機関銃4丁からなる追加武装を搭載。ノモンハン事件で使用された。
R-5a
双フロート式の偵察水上機。MR-5、MR-5bis、Samolet 10としても知られる。1934-35年に111機が製造された。
R-5D
長距離型。1機のみ製作。
R-5 Jumo
試験用エンジンのテストベット機で、広げられた後部座席に2人の観測員を乗せた。ED-1としても知られる。
R-5M-34
M-34エンジンを搭載した試験機。
R-5T
単座の雷撃機型。胴体下に魚雷を搭載するために主脚を分割した。
R5-SSS
空気抵抗を減らし武装を追加した改良型。単にSSSとも呼ばれる。性能が向上した。1935-36年に100機以上が製造された。
P-5
アエロフロート向けの軽輸送機型。M-17B エンジンを搭載。およそ1000機が 1940年までに製造された。
P-5a
P-5の双フロート版 – 少数が製作された。
R-5L
Limuzin (「リムジン」)、乗客2人用キャビンを搭載した旅客機型。1931年に少数が製作された。
P-5L
改修された旅客機型。1933年に数機が製造された。
ラファエリャンツ PR-5
輸送機型の最終近代化型。新しいセミモノコック構造の胴体と4人用の閉鎖型キャビンを備える。210機がアエロフロートで使用するため改装された。
ラファエリャンツ PR-12
PR-5を基にした単葉旅客機。1938年に1機が製作された。
ARK-5
北極探査機版。閉鎖型キャビン、加熱コックピット、と下翼と胴体側面に荷物のための流線型コンテナを装着した。2機が製作された。
LSh
Legkii Shtumovik ("軽地上攻撃機"). 軽装甲の地上攻撃機 – グリゴロヴィチ設計局によって改造設計された。1930年に1機が製作された。
TSh-1
Tyazheli Shtumovik ("重地上攻撃機"). R-5を基にグリゴロヴィチ設計局が改造設計した重装甲の地上攻撃機(装甲6mm厚)．3機の試作機が存在した。
TSh-2
Tsh-1の改良派生型で、新しい下翼を備えている。10機が製作された。
ShON
Lsh-1の派生型で、折り畳み式主翼を備えた軽攻撃機。当時計画中だった空母の艦載機として1931年に製作されたが、肝心の空母の計画が中止になったため量産されなかった。

## 運用者
イラン
- イラン王立空軍

 スペイン共和国
- スペイン共和国空軍

 スペイン
- スペイン空軍 – 内戦後

 モンゴル
- モンゴル人民空軍

 トルコ
- トルコ空軍

 ソビエト連邦
- アエロフロート
- ソ連空軍

## 要目 (1930年生産型)
出典: 
諸元
- 乗員: 2名
- 全長: 10.56 m
- 全高: 3.25 m[9]
- 翼幅: 15.5 m
- 翼面積: 50.2 m2
- 空虚重量: 1,969 kg
- 運用時重量: 3,247 kg
- 動力: ミクーリン M-17B 、507 kW （680 hp）   × 1

性能
- 最大速度: 228 km/h
- 航続距離: 800 km
- 実用上昇限度: 6,400 m
- 上昇率: 1,000 mまで2.1分
- 翼面荷重: 64.7 kg/m2
- 馬力荷重（プロペラ）: 0.16 kW/kg

武装
- 固定武装: 
1 × PV-1機関銃 1丁（前方固定）、
1 × DA機関銃 1丁（コクピット後部）
- 爆弾: 250 kg 爆弾（爆弾荷）

## 参照
出典
1. 1 2  Donald 1997, p. 755.
2. 1 2 3 4 5 6 7 8  Gunston, Bill (1995). The Osprey Encyclopedia of Russian Aircraft, 1875-1995. Osprey Publishing Company. ISBN 978-1-85532-405-3
3. 1 2  "Polikarpov Nikolai Nikolaevich." aviation.ru, 24 March 2004. Retrieved: 3 July 2011.
4. ↑  Martin, San. "Polikarpov R-5 'Rasante'(in Spanish)". República - Aviones de bombardeo. Retrieved: 3 July 2011.
5. ↑  Gretchihine, A. "People Pods: Early Soviet Experiments." RAF FAQ, 25 January 1996.
6. ↑  Широкорад А.Б. (2001) История авиационного вооружения Харвест (Shirokorad A.B. (2001) Istorya aviatsionnogo vooruzhenia Harvest. ISBN 985-433-695-6) (History of aircraft armament), pages 68-69
7. ↑  http://www.j-aircraft.com/research/George_Mellinger/sovietorderofbattle.htm
8. ↑  Gordon, pp. 10-11
9. ↑  Angelucci, Enzo (1981). World Encyclopedia of Military Aircraft. ISBN 978-0-7106-0148-3

参考文献
- Donald, David, ed. The Encyclopedia of World Aircraft. London: Aerospace Publishing, 1997. ISBN 1-85605-375-X.
- Gordon, Yefim, Sergey Komissarov and Dmitriy Komissarov. Ilyushin IL-2/IL-10, Midland Publishing, 2010. ISBN 978-1-85780-322-8